# Missa ex B
La Missa ex B (« Messe en si bémol majeur ») est une messe à six voix de Heinrich Biber.
Elle porte le numéro C 4 dans le catalogue de ses œuvres établi par le musicologue américain Eric Thomas Chafe.

## Présentation

### Structure
La Missa ex B, en si bémol majeur, suit l'Ordinaire de la messe catholique. Elle comprend donc cinq mouvements :
1. Kyrie eleison — Christe eleison
2. Gloria —
3. Credo —
4. Sanctus — Benedictus
5. Agnus Dei —

## Discographie
- Gabrieli Consort & Players, dir. Paul McCreesh (2004, Archiv 474714-2)